# Bea Lema
Beatriz Lema Rivera (La Coruña, 1985), conocida como Bea Lema, es una historietista e ilustradora española, ganadora del Premio Nacional del Cómic de 2024. Sus obras han sido publicadas tanto en español como en francés.

## Carrera
En 2017 publicó su primer cómic, O Corpo de Cristo, el cual fue nominado y posteriormente nombrado vencedor del XII Premio de Cómic Castelao de la Diputación de A Coruña, convirtiéndose en la primera mujer en recibir este premio. Gracias a una beca rehizo su obra en la Maison des auteurs de Angoulêm, y posteriormente fue publicada en Francia bajo el título de Des maux à dire.
Su primera obra, renombrada como El Cuerpo de Cristo y publicada esta vez por la editorial Astiberri, fue merecedora del Premio Nacional del Cómic de 2024, que le fue otorgado el 16 de septiembre de ese mismo año. La obra aborda el tema de la salud mental, y se centra en ella dura relación entre una hija y una madre a la cual la primera tiene que empezar a cuidar desde muy joven, en el contexto de una España patriarcal, pobre y católica. Actualmente se encuentra en desarrollo un cortometraje de animación basado en la obra.
Bea ha trabajado también como ilustradora para multitud de revistas, carteles y libros infantiles.

## Obras
- O Corpo de Cristo (2017)
- Medicina gráfica (2019; antología)
- El Cuerpo de Cristo (2 de noviembre de 2023, Astiberri)